# Kumulativní bojová hlavice

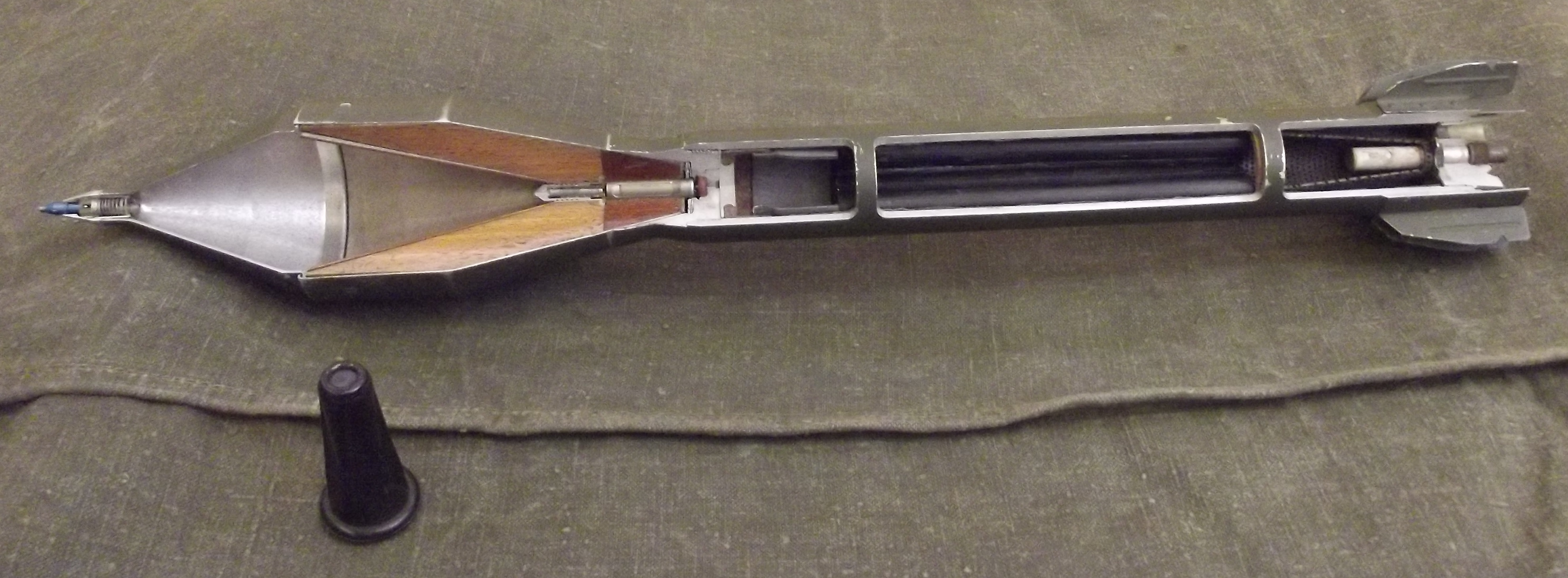
Řez kumulativní hlavicí rakety protitankového raketometu RL-83 Blindicide

Kumulativní bojová hlavice je bojová hlavice dělostřeleckých nebo ručních reaktivních granátů anebo raket, jež při detonaci využívá kumulativního účinku tvarované účinné náplně trhaviny s vnitřní, obvykle kuželovou dutinou a tenkou kovovou vložkou v této dutině. 
Zplodiny detonace postupující do dutiny se pohybují směrem k její ose a urychlují přitom i materiál vložky, který je v ose dutiny vytlačován v obou směrech osy. Část materiálu vytlačovaná vpřed se nazývá kumulativní paprsek. Účelem kumulativní bojové hlavice je vytvořit paprsek o rychlosti kolem 10 km/s, který má výbornou schopnost probíjet pancíř cíle do vzdálenosti několika málo desítek centimetrů. Část materiálu vytlačovaná vzad se pohybuje (v součtu všech rychlostí probíhajících pohybů) vpřed rychlostí výrazně nižší a nazývá se kumulativní tlouk. Tlouk se využívá u podobných bojovných hlavic označovaných jako projektil tvarovaný explozí (EFP Explosively formed projectile), které jsou určeny k probíjení tenkých vrchních pancířů obrněné techniky ze vzdáleností až stovek metrů.
Kumulativní účinek tedy spočívá v přenosu energie zplodin detonace do kovového plechu a kumulaci této energie do  několik milimetrů tenkého paprsku tohoto kovu.